# Ballonwetterbericht
Ballonwetterberichte sind Wetterberichte, die der meteorologischen Vorbereitung von Ballonfahrten dienen und vom Deutschen Wetterdienst bereitgestellt werden.
Sie werden das gesamte Jahr über zweimal täglich, um 11.00 Uhr MESZ/MEZ und um 21:00 Uhr MESZ/MEZ aktualisiert und beinhalten folgende Informationen:
- Sonnenauf- und -untergang
- Wetterlage
- Wolken und Niederschlag
- Bodensicht
- Temperatur bei Sonnenaufgang, Tageshöchsttemperatur
- Thermik
- QNH
- Boden- und Höhenwinde in Richtung und Geschwindigkeit
- Sperrschichten
- Nullgradgrenze
- Hinweise und Warnungen
- Aussichten für den Abend/Morgen